# Ракитник
Раки́тник (лат. Cytisus) — род кустарников, реже деревьев, семейства Бобовые (Fabaceae).

## Распространение и экология
Ареал рода охватывает Европу, Северную Африку и Западную Азию.
Произрастают преимущественно на лёгких и сухих песчаных и супесчаных почвах или, нередко, на выходах известняков.

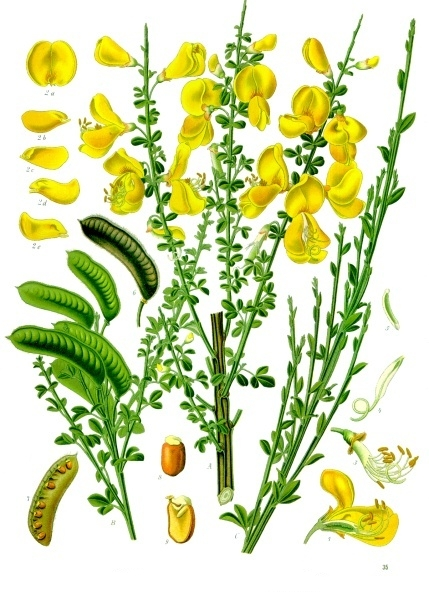
Ракитник венечный.

Светолюбивы.

## Биологическое описание
Кустарники, редко небольшие деревья, с опадающими на зиму листьями, реже вечнозелёные, иногда с небольшими колючками.
Листорасположение очерёдное. Листья тройчатые, реже редуцированы до одного листочка; прилистники мелкие или их нет.
Цветки длиной 2—3 см, мотыльковые, жёлтые, белые, редко пурпурные или розоватые, пазушные, в кистях или в головках на концах побегов. Чашечка трубчатая, колокольчатая или воронковидная, значительно длиннее своей ширины, ясно двугубая, длиной 10—15 мм; парус длиннее крыльев и лодочки, наверху обычно с выемкой, лодочка по килю опушённая, тупая. Тычинок 10, сросшихся в трубку; завязь сидячая, реже на ножке; столбик искривлённый с головчатым или косым рыльцем.
У ракитника  цветок устроен так, что  едва на него садится насекомое, тычинки, изогнутые с напряжением под крышкой из лепестков, рывком выпрямляются и ударяют пчелу снизу, облепляя пыльцой её пушистое подбрюшье.
Бобы линейные, растрескивающиеся, 1—2 или многосемянные. Семена почковидные, плоские, блестящие, с присемянником.
Размножают посевом семян весною после стратификации под снегом в течение 2 месяцев, а также зелёными черенками, отводками и прививкой.
Всходы с широкоэллиптическими семядолями длиной 0,8—1 см, шириной 0,3—0,6 см, на коротких черешках; первые листья очерёдные, тройчатые.
Древесина рассеянно сосудистая или кольцесосудистая с рисунком, с более или менее отчётливым разделением на ядро и заболонь; ядро буровато-красное, часто в очертаниях расплывчатое; заболонь желтовато-бурая. Годичные кольца хорошо выраженные. Сосуды и лучи заметны простым глазом. Различия в строении древесины у отдельных видов рода незначительны.

## Значение и применение
Древесина отличается довольно высокими механическими свойствами, декоративной текстурой и красивой окраской. Однако из-за небольших размеров стволов используется только на мелкие поделки.
Растения имеют декоративное значение, особенно во время длительного цветения рано весной или летом; используются для посадки в садах и парках одиночно, группами или в бордюрах; низкорослые виды на каменистых горках; вечнозелёные виды идут в оранжерейной культуре; цветущие рано весной используются в выгоночной культуре.
Медоносы.
Содержат алкалоид цитизин, повышающий кровяное давление и возбуждающий дыхание; некоторые виды используются в медицине. В семенах и зелёных частях растения содержится алкалоид спартеин.
Используются на корм скоту.

## Классификация

### Виды
По разным данным род насчитывает от 30 до 73 видов. Список видов по данным The Plant List, русские названия даны из книги «Флора СССР»:
- Cytisus acutangulus Jaub. & Spach
- Cytisus aeolicus Guss.
- Cytisus agnipilus Velen.
- Cytisus albidus DC.
- Cytisus albus Hacq. — Ракитник белый
- Cytisus arboreus (Desf.) DC.
- Cytisus ardoinii E.Fourn. — Ракитник Ардуэна
- Cytisus austriacus L.
- Cytisus baeticus (Webb) Steud.
- Cytisus balansae (Boiss.) Ball
- Cytisus beanii Dallim.
- Cytisus benehoavensis (Bolle) Svent.
- Cytisus blockianus Pawl. — Ракитник Блоцкого
  - [syn.  Cytisus litwinowii V.I.Krecz. — Ракитник Литвинова]
- Cytisus borysthenicus Gruner
- Cytisus cantabricus (Willk.) Rchb.f.
- Cytisus cassius Boiss.
- Cytisus commutatus (Willk.) Briq.
- Cytisus creticus Boiss. & Heldr.
- Cytisus decumbens (Durande) Spach — Ракитник стелющийся
- Cytisus drepanolobus Boiss.
- Cytisus elongatus Waldst. & Kit. — Ракитник продолговатый, или удлинённый
- Cytisus emeriflorus Rchb. — Ракитник выступающецветковый, или краецветковый, или плавающецветный
- Cytisus eriocarpus Boiss.
- Cytisus filipes Webb
- Cytisus fontanesii Ball
- Cytisus grandiflorus (Brot.) DC.
- Cytisus graniticus Rehmann
  - [syn.  Cytisus scrobiszewskii — Pacz., или Ракитник Скробышевского]
- Cytisus heterochrous Colmeiro
- Cytisus hirsutus L.
  - [syn.  Cytisus aggregatus Schur. — Ракитник скученный]
  - [syn.  Cytisus hirsutissimus K.Koch — Ракитник густоволосистый]
- Cytisus ingramii Blakelock
- Cytisus jankae Velen.
- Cytisus kovacevii Velen.
- Cytisus kreczetoviczii Wissjul.
- Cytisus laniger (Desf.) DC.
- Cytisus lasiosemius Boiss.
- Cytisus leiocarpus A.Kern.
- Cytisus maderensis (Lowe) A.Chev.
- Cytisus maurus Humbert & Maire
- Cytisus megalanthus (Pau & Font Quer) Font Quer
- Cytisus moleroi Fern.Casas
- Cytisus multiflorus (L'Her.) Sweet — Ракитник многоцветковый
- Cytisus nejceffii (Urum.) Rothm.
- Cytisus orientalis Loisel.
- Cytisus paczoskii V.I.Krecz. — Ракитник Пачоского
- Cytisus podolicus Blocki
- Cytisus praecox Beauverd — Ракитник ранний
- Cytisus procumbens (Willd.) Spreng.
- Cytisus proliferus L.f.
- Cytisus pseudoprocumbens Markgr.
- Cytisus pulvinatus Quezel
- Cytisus purgans (L.) Spach
- Cytisus purpureus Scop. — Ракитник пурпурный
- Cytisus ratisbonensis Schaeff. — Ракитник регенсбургский
- Cytisus reverchonii (Degen & Hervier) Bean
- Cytisus ruthenicus Wol. — Ракитник русский
  - [syn.  Cytisus lindemannii — V.I.Krecz., или Ракитник Линдемана]
- Cytisus sauzeanus Burnat & Briq.
- Cytisus scoparius (L.) Link — Ракитник венечный
- Cytisus spinescens C.Presl
- Cytisus striatus (Hill) Rothm.
- Cytisus supranubius (L.f.) Kuntze
- Cytisus tommasinii Vis.
- Cytisus triangularis (Willd.) Vis.
- Cytisus tribracteolatus Webb
- Cytisus triflorus Lam.
- Cytisus valdesii (Ball) Talavera & P.E.Gibbs
- Cytisus villosus Pourr. — Ракитник опушённый
  - [syn.  Cytisus triflorus L'Hér. typus]
- Cytisus wulfii V.I.Krecz. — Ракитник Вульфа

Гибридные виды
- Cytisus ×beanii G.Nicholson
- Cytisus ×dallimorei Rolfe
- Cytisus ×kewensis Bean
- Cytisus ×praecox Bean
- Cytisus ×versicolor Dippel

### Таксономия
Род Ракитник входит в трибу Дроковые (Genisteae) подсемейства Мотыльковые (Faboideae) семейства Бобовые (Fabaceae) порядка Бобовоцветные (Fabales).
|  |                                      |  |                                                             |                                                             |                   |  | ещё 3 семейства (согласно Системе APG II) | ещё 3 семейства (согласно Системе APG II)    |                                              |  |  |  | ещё 27 триб | ещё 27 триб  |                   |  |  |  |  |
|  |                                      |  |                                                             |                                                             |                   |  | ещё 3 семейства (согласно Системе APG II) | ещё 3 семейства (согласно Системе APG II)    |                                              |  |  |  | ещё 27 триб | ещё 27 триб  | от 30 до 70 видов |  |  |  |  |
|  |                                      |  |                                                             | порядок Бобовоцветные                                       |                   |  |                                           |                                              | подсемейство Мотыльковые                     |  |  |  |             | род Ракитник |                   |  |  |  |  |
|  |                                      |  |                                                             | порядок Бобовоцветные                                       |                   |  |                                           |                                              | подсемейство Мотыльковые                     |  |  |  |             | род Ракитник |                   |  |  |  |  |
|  | отдел Цветковые, или Покрытосеменные |  |                                                             |                                                             | семейство Бобовые |  |                                           |                                              | триба Дроковые                               |  |  |  |             |              |                   |  |  |  |  |
|  | отдел Цветковые, или Покрытосеменные |  |                                                             |                                                             |                   |  |                                           |                                              |                                              |  |  |  |             |              |                   |  |  |  |  |
|  |                                      |  | ещё 44 порядка цветковых растений (согласно Системе APG II) | ещё 44 порядка цветковых растений (согласно Системе APG II) |                   |  |                                           | ещё 2 подсемейства (согласно Системе APG II) | ещё 2 подсемейства (согласно Системе APG II) |  |  |  | ещё 5 родов | ещё 5 родов  |                   |  |  |  |  |
|  |                                      |  |                                                             | ещё 44 порядка цветковых растений (согласно Системе APG II) |                   |  |                                           |                                              | ещё 2 подсемейства (согласно Системе APG II) |  |  |  |             | ещё 5 родов  |                   |  |  |  |  |